# Tempio di Mahabodhi
Il Tempio di Mahabodhi è un tempio buddhista a Bodh Gaya, dove Siddhartha Gautama, il Buddha, ottenne l'illuminazione. Bodh Gaya si trova a circa 96 km da Patna, Bihar, India. Accanto al tempio sorge il sacro Sri Maha Bodhi, nato dall'albero di Bodhi, l'esemplare di Ficus religiosa sotto il quale stava meditando il Buddha quando fu colto dall'illuminazione. Il Tempio di Mahabodhi a Bodh Gaya è il luogo di pellegrinaggio più sacro e venerato per i buddisti di tutto il mondo.
Alcuni degli elementi del sito risalgono al periodo di Ashoka (morto nel 232 a.C. circa). Ciò che è ora visibile sul terreno risale al VI secolo d.C., o forse prima, così come diversi importanti restauri a partire dal XIX secolo. La struttura, tuttavia, incorpora potenzialmente anche gran parte di lavori precedenti, forse del II o III secolo d.C. I ritrovamenti archeologici del sito indicano che si trattava di  un luogo di venerazione per i buddisti almeno dal periodo Maurya. In particolare, il Vajrasana, il trono di diamanti che si trova all'interno del tempio stesso, è stato datato al III secolo a.C.
Nel giugno 2002, il Tempio di Mahabodhi è diventato Patrimonio dell'Umanità dell'UNESCO.

## Storia del tempio

### Legame con la nascita del buddhismo

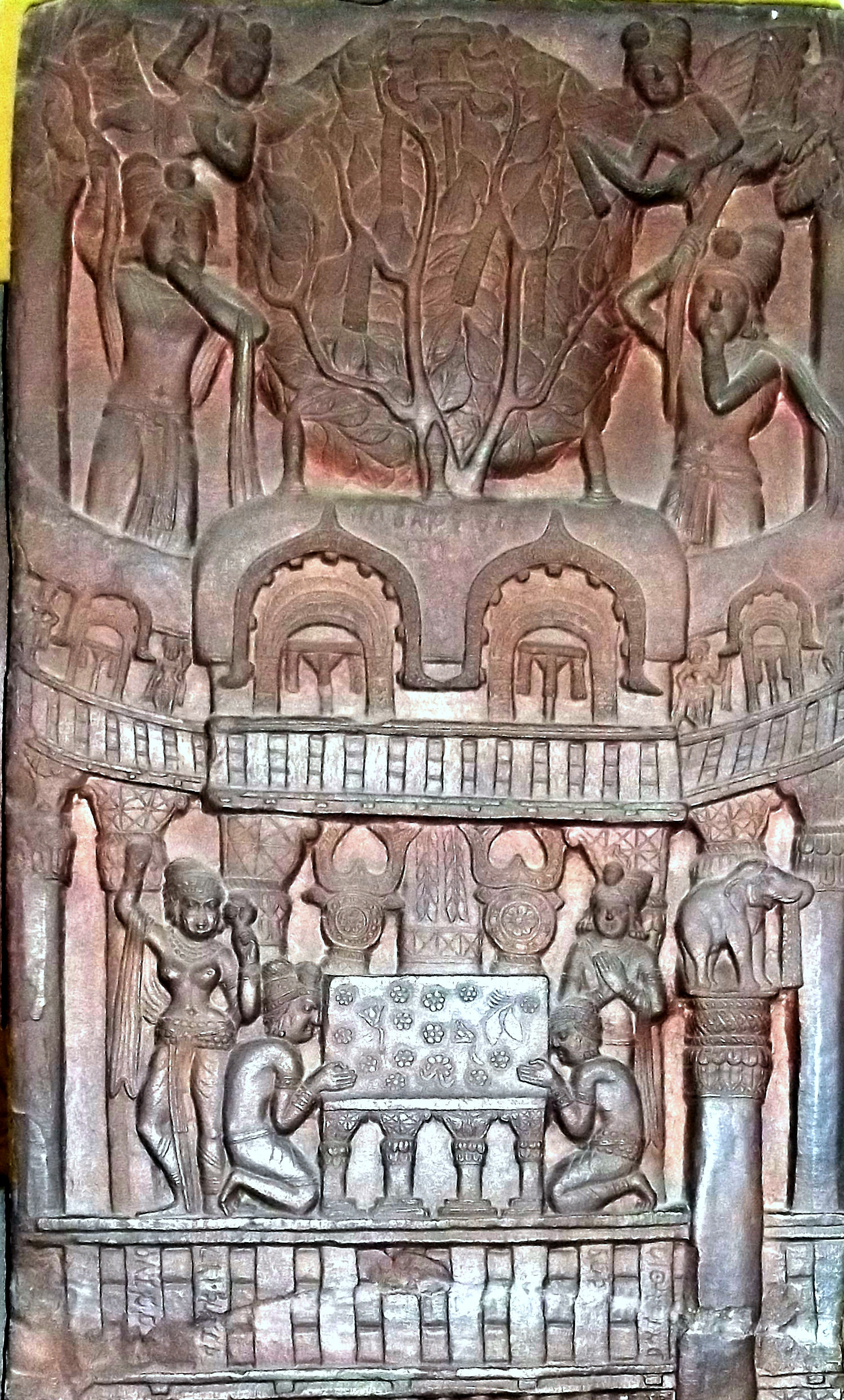
Il Tempio Mahabodhi di Ashoka e il trono dei diamanti a Bodh Gaya, costruito intorno al 250 a.C. L'iscrizione tra gli archi del Chaitya recita: "Bhagavato Sakamunino / bodho" cioè "L'edificio intorno all'albero della Bodhi del Bhagavat (Santo) Sakamuni (Shakyamuni)". È anche interessante notare che la parola Bhagavā è usata per Buddha in questi testi buddisti. Il pilastro di Ashoka con la corona di elefante (ora perduto) è visibile. Fregio di Bharhut (c. 100 a.C.).

Secondo la tradizione, intorno al 530 a.C., Siddhartha Gautama, viaggiando come monaco, giunse sulle verdi sponde del fiume Falgu, vicino Gaya, in India; lì sedette in meditazione sotto una Ficus religiosa che in seguito avrebbe preso il nome di albero di Bodhi. Secondo le scritture buddhiste, dopo tre giorni e tre notti Siddhartha ottenne l'illuminazione (bodhi) e le risposte che aveva a lungo cercato; il Tempio di Mahabodhi fu costruito esattamente in quel punto per celebrare l'evento.
Il Buddha poi trascorse le successive sette settimane in sette differenti luoghi nelle vicinanze meditando e ponderando la sua esperienza: questi sette particolari punto sono ora tutti luoghi di culto nel Tempio di Mahabodhi.
- La prima settimana la trascorse sotto l'albero di Bodhi.
- Durante la seconda, Buddha rimase in piedi a fissare senza sosta l'albero di Bodhi: in questo punto sorge ora l'Animeshlocha Stupa, cioè lo stupa "senza battito di ciglia", e si trova nel nord-est del Tempio di Mahabodhi. Lì c'è anche una statua di Buddha con gli occhi fissi verso l'albero di Bodhi.
- Si dice che il Buddha abbia camminato spesso tra il luogo in cui sorge l'Animeshlocha Stupa e l'albero di Bodhi: secondo la leggenda, sul suo cammino spuntarono fiori di loto, ed è ora chiamato Ratnachakarma, o "sentiero dei gioielli".

### Costruzione
Intorno al 250 a.C., circa 250 anni dopo l'illuminazione del Buddha, l'imperatore buddhista Ashoka visitò Bodh Gaya con l'intenzione di edificarvi un monastero e un altare; come parte del tempio, fece costruire un trono di diamanti (chiamato Vajrasana), nel punto supposto dell'illuminazione. Ashoka è considerato il fondatore del Tempio di Mahabodhi.

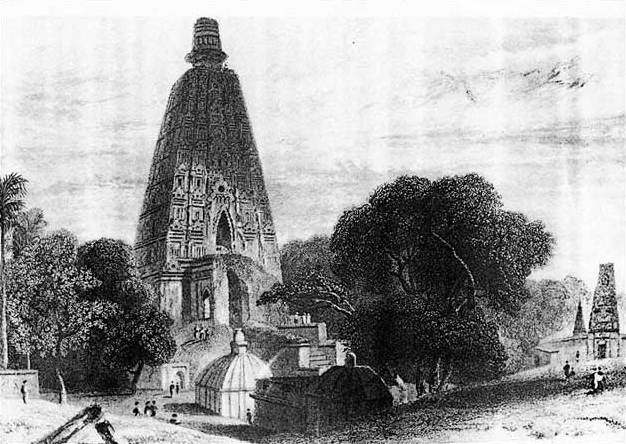
Illustrazione di come appariva il tempio negli anni 1780.

### Il declino
Il buddhismo declinò insieme alle dinastie che lo supportavano, dopo l'invasione degli unni bianchi e le invasioni islamiche dell'India come quella di Muhammad bin Qasim. Una vibrante rinascita ebbe luogo durante l'impero Pala nel nord-est del subcontinente (dove il tempio è collocato). Il buddhismo Mahāyāna fiorì sotto i Pala tra l'ottavo e il dodicesimo secolo ma, dopo la sconfitta dei Pala da parte della dinastia Sena, induista e anti-buddhista, il buddhismo ricominciò a perdere terreno e giunse prossimo all'estinzione. Durante il XII secolo, Bodh Gaya e le regioni circostanti furono invase dai musulmani; in questo periodo, il Tempio di Mahabodhi cadde in rovina e fu pressoché abbandonato. Durante il XVI secolo, un monastero induista sorse vicino Bodh Gaya: nei secoli successivi, il capo del monastero o mahant divenne il principale proprietario terriero della zona, e avanzò pretese sul terreno su cui sorge il Tempio di Mahabodhi.

### Ristrutturazione
Negli anni 1880, il governo britannico dell'India cominciò a ristrutturare il Tempio di Mahabodhi sotto la direzione di Sir Alexander Cunningham. Poco tempo dopo, nel 1891, il leader buddhista dello Sri Lanka Anagarika Dharmapala lanciò una campagna per ottenere che il controllo del tempio tornasse ai buddhisti, sfidando apertamente il mahant; la campagna ebbe un primo parziale successo nel 1949, quando il controllo passò dal mahant indù al governo dello stato di Bihar, che istituì un comitato per la gestione del tempio: il comitato aveva però nove membri di cui la maggioranza, compreso il presidente, indù per legge. Il primo capo dei monaci sotto il comitato di gestione fu Anagarika Munindra, un bengalese che era stato membro attivo della Maha Bodhi Society.

## Architettura
Il Tempio di Mahabodhi è costruito in mattoni ed è la più antica struttura in mattoni sopravvissuta in India orientale; è considerato un ottimo esempio di architettura indiana, ed ebbe ampia influenza sullo sviluppo delle tradizioni architetturali successive. Secondo l'UNESCO, “il tempio attuale è una delle più antiche ed imponenti strutture costruite interamente in mattoni della tarda epoca Gupta”.
La torre centrale del Tempio di Mahabodhi è alta 55 metri, e fu ampiamente rinnovata nel XIX secolo; è circondata da quattro torri più piccole, costruite nello stesso stile.
Il Tempio di Mahabodhi è circondato su tutti i lati da ringhiere di pietra, alte circa due metri; di queste ce ne sono due tipi, sia per stile sia per materiale. Le più antiche, fatte di arenaria, risalgono al 150 a.C. circa, e le altre, di granito grezzo, risalgono all'epoca Gupta (300–600). Le ringhiere antiche presentano scene come Lakshmi, dea indù dell'abbondanza, che si fa il bagno con gli elefanti, e Sūrya, dio indù del sole, che conduce un cocchio condotto da quattro cavalli; quelle più recenti hanno figure di stupa (altari reliquiari) e garuḍa (aquile divine); sono frequenti anche immagini di fiori di loto.

## Stato e gestione attuali
Il tempio di Mahabodhi è sotto l'autorità del governo dello stato indiano di Bihar; in base al Bodh Gaya Temple Act del 1949, il governo dello stato è responsabile della tutela, gestione e controllo del tempio e delle sue proprietà. L'atto dà anche disposizioni per i membri del Comitato di Gestione del Tempio, insieme ad un collegio di consiglieri, di cui fanno parte il governatore del Bihar e un numero variabile (da 20 a 25) di altri membri, metà dei quali da Paesi buddhisti stranieri.
Il Comitato di Gestione del Tempio è l'autorità esecutiva per la gestione del Tempio di Mahabodhi e aree adiacenti; lavora sotto la supervisione, direzione, e controllo del governo dello stato di Bihar.
Nel giugno 2002, il Tempio di Mahabodhi divenne un Patrimonio dell'umanità UNESCO.
Tutti i reperti religiosi nell'area sono legalmente protetti dal Treasure Trove Act del 1878.

## Fonti
1. ↑  (EN) World Heritage Day: Five must-visit sites in India, in hindustntimes.com (archiviato dall'url originale il 14 agosto 2015).
2. ↑  (EN) Yashraj Sharma, Buddhism’s holiest site erupts in protests over Hindu ‘control’ of shrine, in Al Jazeera. URL consultato il 23 maggio 20 2025.
3. ↑  (EN) Lars Fogelin, An Archaeological History of Indian Buddhism, Oxford University Press, 2015,  p. 195, ISBN 9780199948239.
4. ↑  (EN) Sam Van Schaik, Daniela de Simone e George Hidas, Precious Treasures from the Diamond Throne: Finds from the Site of the Buddha's Enlightenment, British Museum Press, 2021,  p. 76, ISBN 9780861592289.
5. ↑  (EN) Heinrich Luders, Corpus Inscriptionum Indicarum Vol. 2 Pt. 2 Bharhut Inscriptions, 1963,  p. 95.